# Al Wakrah (municipalitate)
Al Wakrah (scrisă, de asemenea, Al Wakra; în arabă بلدية الوكرة, transliterat: Baladīyat al-Wakrah) este o municipalitate din Qatar situată la granița cu municipalitățile Doha și Al Rayyan. Sediul municipal este orașul Al Wakrah.